# Tłustokrecik
Tłustokrecik (Neamblysomus) – rodzaj ssaków z podrodziny złotokrecików (Amblysominae) w obrębie rodziny złotokretowatych (Chrysochloridae).

## Rozmieszczenie geograficzne
Rodzaj obejmuje gatunki występujące endemicznie w północno-wschodniej Południowej Afryce.

## Morfologia
Długość ciała (bez ogona) samic 92–128 mm, samców 94–132 mm, długość tylnej stopy samic 9–17 mm, samców 12–18 mm; masa ciała samic 23–56 g, samców 21–70 g.

## Systematyka
Rodzaj zdefiniował w 1924 roku południowoafrykański zoolog Austin Roberts w artykule zatytułowanym Kilka dodatków do listy południowoafrykańskich ssaków, opublikowanym w czasopiśmie „Annals of the Transvaal Museum”. Gatunkiem typowym jest (oryginalne oznaczenie) tłustokrecik samotny (N. gunningi).

### Etymologia
Neamblysomus: gr. νεος neos ‘nowy’; rodzaj Amblysomus Pomel, 1848 (złotokrecik).

### Podział systematyczny
Dawniej oba taksony zaliczane były do rodzaju Amblysomus, do odrębnego rodzaju wyróżnione na podstawie różnic cytogenetycznych i w budowie czaszki. Do rodzaju należą następujące gatunki:
| Grafika | Gatunek               | Autor i rok opisu | Nazwa zwyczajowa     | Podgatunki         | Rozmieszczenie geograficzne                                                                                                | Podstawowe wymiary           | Status IUCN |
| ------- | --------------------- | ----------------- | -------------------- | ------------------ | --- | ---------------------------- | ----------- |
|         | Neamblysomus gunningi | (Broom, 1908)     | tłustokrecik samotny | gatunek monotypowy | bardzo ograniczony i rozdrobniony zasięg w północnych Górach Smoczych (Limpopo)                                            | DC: 11,1–13,2 cm MC: 39–70 g | EN          |
|         | Neamblysomus julianae | (Meester, 1972)   | tłustokrecik buszowy | gatunek monotypowy | małe i odseparowane miejsca (północno-wschodnia Pretoria, Modimolle i południowo-zachodnia część Parku Narodowego Krugera) | DC: 9,2–11,1 cm MC: 21–46 g  | EN          |

Kategorie IUCN:  EN  – gatunek zagrożony.